# Zachráněný Řím
Zachráněný Řím (v italském originále Roma salvata) je opera seria (dramma tragico per musica) o dvou jednáních českého skladatele Františka Josefa (Benedikta) Dusíka na libreto Girolama Canestrariho. Její premiéru uvedlo 4. června 1816 benátské divadlo Teatro San Luca neboli Teatro Vendramin  (nyní Teatro Goldoni).

## Vznik, charakteristika a historie
Skladatel František Josef Benedikt Dusík působil od počátku 19. století na různých místech severní Itálie, ale o jeho životě je velmi málo dokladů. Živil se především jako vojenský kapelník – v literatuře se uvádí jeho působení u rakouského 34. pěchotního pluku Pavla sv. p. Davidoviče. Po zmínkách z počátku roku 1812 se Dusík znovu objevuje až roku 1816 jako „maestro di cappella“ v Benátkách, kde byl 34. pěchotní pluk od roku 1815 stacionován a proslavil se vojenskými koncerty na náměstí Svatého Marka. V únoru roku 1816 měla v Teatro San Moisè premiéru Dusíkova jednoaktová operní fraška Stín aneb Pokání a v červnu ve starém divadle Teatro San Luca – zvaném podle šlechtické rodiny, která ho založila, také Teatro Vendramin – měla premiéru jediná vážná opera, kterou Dusík složil, a současně jedna z jeho posledních doložených skladeb, totiž Zachráněný Řím.
Libreto k ní napsal veronský básník a příležitostný libretista Girolamo Canestrari. Námětem je epizoda z dějin Říma Tita Livia, konkrétně z počátků Římské republiky, kdy se svržený král Tiberius Superbus s etruskou pomocí pokoušel o návrat na trůn. Mezi jeho příznivce v samotném Římě patřili dva synové jednoho z prvních konzulů a králových hlavních protivníků, L. Iunia Bruta, a stoičnost, s jakou Brutus následně přihlížel soudu nad svými vlastizrádnými syny a jejich popravě, patřila mezi tradiční příklady římských občanských ctností. Mezi Benátčany, kteří zažili naopak zánik Benátské republiky a její začlenění do Italského resp. Lombardsko-benátského království, muselo toto téma rezonovat. Vedle antického námětu odkazuje na tradiční barokní operu seria 18. století jasné rozdělení na recitativy a árie a zejména skutečnost, že jedna z hlavních rolí – Brutův syn Titus – je vyhrazena pro sopranistu, konkrétně jednoho z posledních evropský proslulých pěvců-kastrátů Giovanniho Battistu Vellutiho (1780–1861); podle zprávy v novinách Münchener Politische Zeitung byla dokonce celá opera komponována právě pro Vellutiho. Vkusu počátku 19. století naopak odpovídá velké množství ansámblů a sborů. Zachovanou předehru muzikolog Matjaž Barbo přirovnává strukturálně k předehře Mozartovy Kouzelné flétny a nachází v ní též tehdy módní rossiniovské prvky. Tiskem vydané libreto obsahuje v příloze zkrácené verze dvou scén z druhého dějství. Scénické poznámky a rozsáhlý seznam účinkujících a technického personálu naznačují honosné vypravení této opery.
O ohlasu a případných jiných uvedeních této Dusíkovy opery jako takové nejsou doklady a nedochovala se ani většina její hudby. V archivu Filharmonické společnosti v Lublani se však dochoval Dusíkův vlastnoruční opis její předehry s nadpisem „Sinfonia nel opera il Brutto osia Roma deliberata“, která byla zřejmě uvedena touto společností koncertně. Poznámka na titulní straně „načisto redukovaná do partitury“ potvrzuje některými svědky (Giovanni Pacini) s obdivem zmiňovanou skutečnost, že Dusík při komponování oper nevypracovával nejprve celkovou partituru, ale psal rovnou jednotlivé nástrojové hlasy, takže zachovaná partitura předehry vznikla až dodatečně jejich sestavením. Je navíc datována 10. a 11. ledna roku 1817, což je poslední doklad Dusíkova života, neboť jeho datum a místo úmrtí není známo.

## Osoby a první obsazení
| osoba                                                                          | hlasový obor     | premiéra (14. srpna 1806) |
| ------------------------------------------------------------------------------ | ---------------- | ------------------------- |
| Iunius Brutus (Giunio Bruto), římský konzul                                    | tenor            | Diomiro Tramezzani        |
| Collatinus (Collatino), římský konzul                                          | tenor            | Gaetano Dal Monte         |
| Tullia, dcera krále Tarquinia                                                  | soprán           | Giuseppina Fabre          |
| Titus (Tito), Brutův syn                                                       | soprán (kastrát) | Giovanni Battista Velluti |
| Acronius (Acrone), toskánský vyslanec                                          | bas              | Luciano Blanchi           |
| Messalius (Messale), římský oficiál                                            | bas              | Antonio Monari            |
| Publia, Tulliina dvorní dáma                                                   | soprán           | Catterina Moretti         |
| Senátoři, zástupci lidu, spiklenci, liktoři, vojáci, otroci, toskánští zajatci |                  |                           |
| Dirigent: Luigi Carcano                                                        |                  |                           |
| Výprava: Giovanni Picutti                                                      |                  |                           |
| Kostýmy: Pietro Guariglia                                                      |                  |                           |

## Děj opery

### 1. dějství
(1. obraz – Forum Romanum se sedadly pro senátory a konzuly) Pod vedením konzulů Iunia Bruta a Tarquinia Collatina Římané vyhnali krále Tarquinia Zpupného a nastolili republiku. Tarquinius uprchl k etruskému [podle libreta toskánskému] králi Porsennovi, který vytáhl proti Římu. Římský senát a lid očekávají zprávu o výsledku bitvy, kterou vede radou Brutus a vojenským velením jeho syn Titus (sbor Di Roma al destino). Collatinus první přináší zprávu o vítězství; za jásotu lidu to potvrzují samotní Brutus a Titus. Titus však na základě vybojovaného vítězství žádá o povolení nosit konzulskou tógu. To Brutus – s ohledem na reakci shromážděných – ihned odmítá a Titus je uražen (sbor Giunio, di Roma padre a duet Bruta a Tita Le avverse audaci schiere).
Oficiál Messalius ohlašuje příchod toskánského vyslance Acronia. Ten nejprve označí Tarquinia za římského krále, což Brutus ostře odmítne, a pak tlumočí Tarquiniovu žádost o to, aby mu byla vydána jeho dcera Tullia (nyní v opatrování Bruta, svého bratrance) a jeho královský poklad. Brutus hrdě odpovídá, že ani jedno z toho Řím nepotřebuje a že této žádosti bude vyhověno.
(2. obraz – Brutův dům) Tulliina společnice Publia se ptá své paní, co jí působí zármutek. Tullia odpovídá, že pláče nad otcovým osudem a nad svým postavením v Římě, ale též nad láskou, kterou pojala k hrdinnému Titovi (árie Se nata accanto al soglio). Brutus přichází Tullii oznámit, že zítra ona i s královstvími poklady opustí město a bude odvedena za otcem. Nechává s ní mluvit Acronia, který předává Tullii důvěrný dopis od Tarquinia: pokud Titus se zbraněmi podpoří jeho návrat do Říma, přijme ho za zetě a spoluvládce. Acronius Tullii rovněž sděluje, že se ve městě chystá protarquiniovské spiknutí a že by velmi pomohlo, kdyby Titus a jeho bratr Tiberius dali Tarquiniovi otevřít brány, jejichž ostrahu mají na starosti. Tullia si to jde promyslet a Publia vzdychá nad krutým osudem své paní (árie Padre t'invola e regno).
Přichází Titus; i on je zamilovaný do Tullie. Ta mu nechává přečíst otcův dopis a dává mu instrukce, jak poskytnout Tarquiniovi pomoc. Titus se brání – přísahal věrnost Římu a otci. Tullia ale tvrdí, že pokud ji opravdu miluje, pomůže jí (duet Tito, se è ver che m'ami). Titus je na vážkách. V tom okamžiku přichází jeho otec se senátory a sděluje synovi, že Řím je ve smrtelném nebezpečí: chystá se spiknutí a nepřítel je za branami, což potvrzuje i Acronius, Všichni vyzývají Tita, aby se opět chopil velení vojska, ale Titus je ohromí rázným odmítnutím (finále Brute, se Roma il chiede … Ciel che sento!).

### 2. dějství
(1. obraz – Forum Romanum) Senát a lid se strachují o Řím a jeho nedávno nabytou svobodu. Collatinus jejich obavy sdílí (sbor se sólem Collatina Santi numi che volgete … Padri, l'ecelsa Roma).
(2. obraz – Konzulský palác) Titus se nemůže rozhodnout, co dělat. Dorazila k němu zpráva, že jeho bratr Tiberius přešel na stranu Tarquiniových stoupenců. Titus nechce být zrádcem vlasti, jenže na druhé straně ho pudí uražená ctižádost a láska k Tullii. Přichází Brutus a prosí ho, aby svou odvahu a své schopnosti dal ještě jednou do služeb římské svobody. Ale Titus odpovídá, že za Řím již bojoval dost a za nevděčníky již život nasazovat nechce. To ho podle jeho mínění ještě nečiní zrádcem, ale jeho otec to vidí jinak (duet Traditor non può chiamarmi … Clementi numi).
(3. obraz – Brutův dům se strážemi přede dveřmi) Acronius přináší Tullii právu, že se k nim přidal Messalius a že spiknutí je na dobré cestě. Collatinus a senátoři jim přicházejí sdělit příkaz, aby oba do hodiny opustili Řím. Tullia hořekuje nad tím, že se musí rozloučit s rodným městem. Senátoři jí litují, ale trvají na tom, aby rozkazu uposlechla (árie se sborem Esular dalla terra natale … Ma se d'amore). Po odchodu konzula a senátorů přináší Messalius nové instrukce Acroniovi: mají s Tullií odejít za město k číhajícímu toskánskému vojsku. Titus zatím brání svému bratrovi Tiberiovi otevřít útočníkům brány, ale když se dozví o odchodu milované Tullie a o tom, že jím bude pohrdat, pokud jí a jejímu otci nepomůže, jistě se Titus definitivně přidá na královskou stranu.
(4. obraz – Podzemní úkryt osvětlený pochodněmi) Spiklenci se hotoví k zákroku. Messalius k nim přivádí Acronia a princeznu Tullii jako předzvěst návratu právoplatného krále (sbor se sólem Acronia Orba di luce … Vi guido e vi confido). Messalius poté ukazuje seznam spiklenců s vlastnoručním podpisem Tita. Spiklenci jásají, ale předčasně. Vstupuje Brutus se senátory, liktory, ale hlavně římským vojskem (árie se sborem Protegge un Dio terribile). Otrok Vindicius jim prozradil tajné shromaždiště spiklenců a ti jsou nyní všichni poutáni a zajímáni. Zhrzený Acronius sám předává Brutovi listinu se jmény předních Římanů, kteří se přidali ke spiknutí ve prospěch svrženého Tarquinia, a mezi nimi Brutus nalézá jména svých synů Tita a Tiberia. Je zdrcen a jako otec pláče, když by se měl jako římský konzul radovat nad záchranou republiky. Spiklenci to škodolibě sledují a komentují, ale na Tulliiny otázky Brutus odpovídá, že jsou-li jeho synové vinni, musí být potrestání (doprovázený recitativ, árie a scéna Giusto ciel! Tiberio e Tito … In sì barbaro momento … Alme ree, non esultate).
(5. obraz – Kapitol) Collatinus oznamuje shromážděnému senátu a lidu, že Brutus díky přízni bohů a informacím od Vindicia zmařil povstání, Řím je zachráněn. Brutus jeho slova potvrzuje a vyhlašuje, že nyní je třeba vykonat trest nad vlastizrádci. Titus a Tiberius jsou předvedeni a Titus lituje své chvilkové slabosti, kdy se obrátil proti Římu (árie Di Roma e della gloria). Brutus žádá senát, aby rozhodl o trestu, ale senát přenechává soud jemu (sbor Destan gli eroici detti). Titus sám žádá Bruta o rozsudek smrti, aby byla římská svoboda upevněna a odrazeni její nepřátelé; jen si vyprosí otcovo osobní odpuštění. Lid jihne nad důkazy občanské ctnosti otce i syna (duet se sborem Morirò noc fermo ciglio).
Vojáci předvádějí všechny ostatní spiklence (včetně Tullie) v poutech a Brutus všechny odsuzuje k smrti. I Brutovi nepřátelé nakonec podléhají dojmu z konzulovy „nelidské ctnosti“ a všichni věští Římu vítěznou budoucnost (finále D'ogni roman che porse … Roma è salva).